# 파가니 유토피아
파가니 유토피아(영어: Pagani Utopia)는 파가니에서 2022부터 생산 중인 미드 엔진 스포츠카이다. C10' 코드명으로 개발되었으며 2022년 9월 12일 밀라노의 테아트로 리리코에서 발표되었다.파가니 와이라의 뒤를 이은 파가니 오토모빌리의 세 번째 자동차 모델로 더 많은 출력과 수동 변속기 옵션을 제공한다.폐쇄형 쿠페 모델의 총 99대의 예시는 가능한 개방형 및 트랙 변형으로 계획되었다.

## 개발
파가니 유토피아는 6년이 넘는 기간 동안 개발되었으며, 8개의 완전한 프로토타입을 사용했다. 이 중 3개의 프로토타입은 약 2년 동안 진행된 엔진 테스트에 전념했다. 총 12개의 스케일 모델이 제작되었는데, 1:5 스케일 10개와 1:1 스케일 2개가 포함된다.